# Политическая поляризация
Политическая поляризация — это расхождение политических взглядов от центра к идеологическим крайностям. Учёные различают идеологическую поляризацию (различия между политическими позициями) и аффективную поляризацию (эмоциональная неприязнь и недоверие к политическим группам).
Большинство дискуссий о поляризации в политической науке рассматривают поляризацию в контексте политических партий и демократических систем правления. В двухпартийных системах политическая поляризация обычно воплощает напряжение её бинарных политических идеологий и партийных идентичностей. Однако некоторые политологи утверждают, что современная поляризация зависит не столько от политических различий по шкале слева и справа, сколько от других разделений, таких как религиозное против светского, националистическое против глобалистского, традиционное против современного или сельское против городского. Поляризация связана с процессом политизации.